# Wyeomyia
Wyeomyia is een muggengeslacht uit de familie van de steekmuggen (Culicidae).

## Soorten
- W. abebela Dyar & Knab, 1908
- W. ablechra Dyar & Knab, 1908
- W. adelpha Dyar & Knab, 1906
- W. aequatorianna Leví-Castillo, 1954
- W. airosai Lane & Cerqueira, 1942
- W. alani Lane & Cerqueira, 1957
- W. albosquamata Bonne-Wepster & Bonne, 1919
- W. amazonica Levi-Castillo, 1954
- W. aningae Motta & Lourenço-De-Oliveira, 2005
- W. antunesi Lane & Guimarães, 1937
- W. aphobema Dyar, 1918
- W. aporonoma Dyar & Knab, 1906
- W. arborea Galindo, Carpenter & Trapido, 1951
- W. argenteorostris (Bonne-Wepster & Bonne, 1920)
- W. arthrostigma (Lutz, 1905)
- W. atrata Belkin, Heinemann & Page, 1970
- W. autocratica Dyar & Knab, 1906
- W. bahama Dyar & Knab, 1906
- W. baltae Porter, 2009
- W. bicornis (Root, 1928)
- W. bonnei (Lane & Cerqueira, 1942)
- W. bourrouli (Lutz, 1905)
- W. caracula Dyar & Núñez Tovar, 1928
- W. carrilloi (Sutil O. & Pulido F., 1978)
- W. celaenocephala Dyar & Knab, 1906
- W. cesari del Ponte & Cerqueira, 1938
- W. circumcincta Dyar & Knab, 1907
- W. clasoleuca Dyar & Knab, 1908
- W. codiocampa Dyar & Knab, 1907
- W. coenonus Howard, Dyar & Knab, 1913
- W. colombiana Lane, 1945
- W. complosa (Dyar, 1928)
- W. compta Senevet & Abonnenc, 1939
- W. confusa (Lutz, 1905)
- W. corona Belkin, Heinemann & Page, 1970
- W. covagarciai Sutil Oramas & Pulido F., 1974
- W. chalcocephala Dyar & Knab, 1906
- W. charmion Dyar, 1928
- W. chocoensis Porter & Wolff, 2004
- W. davisi (Lane & Cerqueira, 1942)
- W. deanei (Lourenço de Oliveira, 1983)
- W. diabolica (Lane & Forattini, 1952)
- W. downsi Lane, 1945
- W. dyari Lane & Cerqueira, 1942
- W. edwardsi (Lane & Cerqueira, 1942)
- W. esmeraldasi (Levi-Castillo, 1955)
- W. exallos Rocha, Lourenço-de-Oliveira & Motta, 2012
- W. felicia (Dyar & Nunez Tovar, 1927)
- W. fernandezyepezi (Cova Garcia, Sutil Oramas & Pulido F., 1974)
- W. finlayi Lane & Cerqueira, 1942
- W. fishi Zavortink, 1986
- W. flabellata (Lane & Cerqueira, 1942)
- W. flavifacies Edwards, 1922
- W. florestan Dyar, 1925
- W. flui (Bonne-Wepster & Bonne, 1920)
- W. forattinii Clastrier, 1974
- W. forcipenis Lourenço-de-Oliveira & da Silva, 1985
- W. fuscipes Edwards, 1922
- W. galvaoi (Correa & Ramalho, 1956)
- W. gaudians Dyar & Núñez Tovar, 1927
- W. gausapata Dyar & Núñez Tovar, 1927
- W. grayii Theobald, 1901
- W. guatemala Dyar & Knab, 1906
- W. gutierrezi Duret, 1971
- W. haynei Dodge, 1947
- W. hemisagnosta Dyar & Knab, 1906
- W. hirsuta (Hill & Hill, 1946)
- W. hosautos Dyar & Knab, 1907
- W. howardi Lane & Cerqueira, 1942
- W. incaudata Root, 1928
- W. ininicola Fauran & Pajot, 1974
- W. intonca Dyar & Knab, 1910
- W. jocosa (Dyar & Knab, 1908)
- W. juxtahirsuta Belkin, Heinemann & Page, 1970
- W. knabi Lane & Cerqueira, 1942

- W. kummi Lane & Cerqueira, 1942
- W. labesba Howard, Dyar & Knab, 1913
- W. lamellata (Bonne-Wepster & Bonne, 1920)
- W. lassalli (Bonne-Wepster & Bonne, 1921)
- W. lateralis Petrocchi, 1927
- W. leucostigma Lutz, 1904
- W. limai Lane & Cerqueira, 1942
- W. longirostris Theobald, 1901
- W. lopesi (Correa & Ramalho, 1956)
- W. lopezii Cova Garcia, Sutil Oramas & Pulido F., 1974
- W. luna Belkin, Heinemann & Page, 1970
- W. luteoventralis Theobald, 1901
- W. lutzi (da Costa Lima, 1930)
- W. mattinglyi Lane, 1953
- W. medioalbipes Lutz, 1904
- W. melanocephala Dyar & Knab, 1906
- W. melanopus Dyar, 1919
- W. mitchellii (Theobald, 1905)
- W. moerbista (Dyar & Knab, 1919)
- W. muehlensi Petrocchi, 1927
- W. mystes Dyar, 1924
- W. negrensis Gordon & Evans, 1922
- W. nigricephala Clastrier & Claustre, 1978
- W. nigritubus Galindo, Carpenter & Trapido, 1951
- W. oblita (Lutz, 1904)
- W. occulta Bonne-Wepster & Bonne, 1919
- W. palmata (Lane & Cerqueira, 1942)
- W. pallidoventer (Theobald, 1907)
- W. pampithes (Dyar & Nunez Tovar, 1928)
- W. pertinans (Williston, 1896)
- W. phroso Howard, Dyar & Knab, 1915
- W. pilicauda Root, 1928
- W. pseudopecten Dyar & Knab, 1906
- W. pseudorobusta Pajot & Fauran, 1975
- W. quasilongirostris (Theobald, 1907)
- W. robusta Senevet & Abonnenc, 1939
- W. rooti (del Ponte, 1939)
- W. rorotai Senevet, Chabelard & Abonnenc, 1942
- W. roucouyana (Bonne-Wepster & Bonne, 1920)
- W. sabethea Lane & Cerqueira, 1942
- W. scotinomus (Dyar & Knab, 1907)
- W. serrata (Lutz, 1905)
- W. serratoria (Dyar & Nunez Tovar, 1927)
- W. shannoni Lane & Cerqueira, 1942
- W. simmsi (Dyar & Knab, 1908)
- W. smithii (Coquillett, 1901)
- W. sororcula Dyar & Knab, 1906
- W. splendida Bonne-Wepster & Bonne, 1919
- W. staminifera Lourenço-de-Oliveira, Motta & de Castro, 1992
- W. stellata Belkin, Heinemann & Page, 1970
- W. stonei Vargas & Martinez Palacios, 1953
- W. subcomplosa (del Ponte, 1939)
- W. surinamensis Bruijning, 1959
- W. tarsata Lane & Cerqueira, 1942
- W. taurepana Anduze, 1941
- W. testei Senevet & Abonnenc, 1939
- W. theobaldi (Lane & Cerqueira, 1942)
- W. trifurcata Clastrier, 1973
- W. trinidadensis Theobald, 1901
- W. tripartita (Bonne-Wepster & Bonne, 1921)
- W. ulocoma (Theobald, 1903)
- W. undulata del Ponte & Cerqueira, 1938
- W. vanduzeei Dyar and Knab, 1906
- W. ypsipola Dyar, 1922
- W. zinzala Zavortink, 1986